# 1954 в Українській РСР
1954 в Україні — це перелік головних подій, що відбуваються у 1954 році в Україні. Також подано список відомих осіб, що народилися та померли в 1954 році. Крім того, зібрано список пам'ятних дат та ювілеїв 1954 року.

## Пам'ятні дати та ювілеї
- 1075 років з часу у 879 році:
  - Після смерті Рюрика у Новгороді як опікун його малолітнього сина Ігора став правити Віщий Олег, можливо брат його дружини Ефанди.
- 925 років з часу у 1029 році:
  - Київський князь Ярослав Мудрий здійснив похід на Кавказ проти ясів.
- 900 років з часу у 1054 році:
  - Дроблення Київської Русі на уділи після смерті Ярослава Мудрого. У Києві батька змінив Ізяслав Ярославович, поділивши владу з братами, які отримали окремі уділи. Святослав Ярославич почав княжити в Чернігові, Всеволод Ярославич — у Переяславі, Вячеслав Ярославич — у Смоленську. Спільне правління трьох братів Ізяслава, Святослава та Всеволода називають триумвіратом Ярославичів.
  - Перша літописна згадка Києво-Печерського монастиря.
- 800 років з часу у 1154 році:
  - Під час у битви над Серетом (під Теребовлем) галицька дружина на чолі з Ярославом Осмомислом завдала поразки київському князю Ізяславу Мстиславичу;
  - Після смерті Ізяслава Мстиславича київський престол перейшов до Ростислава Мстиславича, який до того княжив у Смоленську (листопад);
  - Новий князь Ростислав Мстиславич пішов на Чернігів проти Ізяслава Давидовича, але зазнав невдачі, що змусило його поступитися київським престолом князю Ізяславу.
- 750 років з часу у 1204 році:
  - Галицько-волинський князь Роман Мстиславич посадив на київський престол Ростислава Рюриковича.
  - У Чернігові почав княжити Всеволод Чермний.
- 450 років з часу у 1504 році:
  - обрання Митрополитом Київським Іона II.
  - битви під Оршею між 30-тисячним військом князя Костянтина Острозького, гетьмана Великого князівства Литовського, Руського та Жемайтійського та 80-тисячним московським військом на чолі з воєводою Іваном Челядниним. Зазнавши поразки, московські війська відступили до Смоленська (8 вересня);
- 400 років з часу у 1554 році:
  - Польський король Сигізмунд II Август призначив Дмитра Вишневецького стражником на острові Хортиця за дніпровими порогами.
- 325 років з часу у 1629 році:
  - розгрому татар-нападників у битві під Бурштином (Жовтень);
  - спільний Синод Руських Православної та Унійної церков у Львові у якому взяли участь тільки греко-католики[1] (26 жовтня);
  - Джанібек Гірей утретє очолив Кримське ханство.
- 300 років з часу у 1654 році:
  - проведення Переяславської ради козацької верхівки, на якій генеральна старшина на чолі з гетьманом Богданом Хмельницьким, а також полковники та сотники висловились за об'єднання України з Московщиною (18 січня). У зв'язку з втратою оригінальних документів, підписаних у Переяславі Богданом Хмельницьким та Василієм Бутурліним, керівником московського посольства, залишається невідомим якою по характеру була Переяславська угода — персональна унія, державна унія, васальна угода чи тимчасовий військовий союз.
  - підписання Московських (Березневих) статей у Москві — угоду між українською козацькою старшиною і московським урядом, яка регламентували політичне, правове, фінансове і військове становище України після Переяславської ради (березень 1654);
  - Кримське ханство знову очолив Мехмед IV Ґерай.
  - заснування міста Харків.  → Так, у «Наказній памяті», від  30 вересня (12 жовтня) 1654 року говорилося: «Которые черкасы построились .. промеж речек Харькова и Лопани о городовом строении, и что вы по их челобитью .. писали, а велели .. городового места осмотреть и описать и чертеже чертить и черкас переписать»…
- 200 років з часу у 1754 році:
  - заснування міста Кропивницького, як фортеці Святої Єлизавети для захисту Нової Сербії, території між Південним Бугом та Дніпром. Після знищення Запорізької Січі у червні 1775 року та приєднання Кримського ханства до Російської імперії 1783 року Єлисаветинська фортеця втратила військово-стратегічне значення і 21 лютого 1784 року фортеця Святої Єлисавети перетворена на місто Єлисаветград (нині — Кропивницький).
- 100 років з часу у 1854 році:
  - почалось бомбардування Севастополя англо-французькими військами під час Кримської війни (17 жовтня);
- 50 років з часу у 1904 році:
  - заснувано Запорізької обласної універсальної наукової бібліотеки імені О. М. Горького.
  - початку Бориславського страйку.
  - уведення в експлуатацію другої ділянки лінії Катерининської залізниці (Кривий Ріг — Олександрівськ — Царекостянтинівка).
- 25 років з часу у 1929 році:
  - Перший конгрес Українських націоналістів у Відні, де створено Організацію українських націоналістів, головою проводу якої було обрано Євгена Коновальця (28 січня — 3 лютого);
  - На XVI конференції ВКП(б) прийняття Перший п'ятирічний план (23 квітня);
  - футбольна команда «Динамо» на «Червоному» стадіоні в Києві провела свою першу міжнародну зустріч, в котрій програла збірній Нижньої Австрії з рахунком 3:4 (14 вересня);
  - випуск першого українського комбайну на Запорізькому заводі «Комунар» (18 вересня);

### Видатних особистостей

#### Народились
- 1075 років з дня народження (879 рік):
  - Ігор I (Ігор Старий), Великий князь Київський (912—945 рр.) з династії Рюриковичів.
- 300 років з дня народження (1654 рік):
  - Данило Апостол — український військовий, політичний і державний діяч. Гетьман Війська Запорозького, голова Гетьманщини на Лівобережній Україні (1727-1734).
- 200 років з дня народження (1754 рік):
  - Апостол Данило Петрович, український військовий, політичний і державний діяч, Генеральний хорунжий в 1762—1769 роках за правління гетьмана Кирила Розумовського та Другої Малоросійської колегії під час Глухівського періоду в історії України, полковник[2], онук гетьмана Данила Апостола;
- 175 років з дня народження (1779 рік):
  - Засядько Олександр Дмитрович, інженер-артилерист РІА, генерал-лейтенант артилерії, конструктор та фахівець з розробки ракетної зброї;
  - Кайданов Яків Кузьмич, український ветеринарний лікар і ветеринарний фармаколог, один з організаторів вищої ветеринарної освіти в Російській імперії, дійсний статський радник;
  - Йоасаф Мохов — педагог, церковний діяч, останній ректор старої Києво-Могилянської академії (1814—1817);
  - Микола Нападієвич, український правник, декан і ректор Львівського університету, почесний громадянин Львова;
  - Чайковський Іван Олександрович, польський лікар вірменського походження, доктор медицини;
  - Фердинанд Штехер (1779—1857) — професор і ректор Львівського університету (1819—1820);
- 150 років з дня народження (1804 рік):
  - Арсеній Могилянський — релігійний діяч, митрополит Київський, Галицький і всієї Малої Росії (1757–1770).
- 100 років з дня народження (1854 рік):
  - Високович Володимир Костянтинович, український науковець, патологоанатом, бактеріолог й епідеміолог;
  - Заньковецька (Адасовська) Марія Костянтинівна, українська актриса, народна артистка України (1922);
  - Васильківський Сергій Іванович, український живописець, пейзажист;
  - Максимович Михайло Олександрович, український вчений-енциклопедист, історик, філолог, етнограф; перший ректор Київського університету імені Тараса Шевченка.
  - Чайковський Михайло Станіславович, польський, український і турецький політичний та військовий діяч, письменник і поет.
- 75 років з дня народження (1879 рік):
  - Васильченко Степан Васильович, український письменник;
  - Кричевський Федір Григорович, український художник і педагог, один з засновників і перший ректор Української Академії мистецтв.
  - Петлюра Симон Васильович, український військовий діяч і політичний діяч;
  - Чупринка Григорій Аврамович, український поет (Огнецвіт, Метеор, Сон-трава, Лицар-Сам);
  - Барвінок Володимир Іванович, український історик, письменник, діяч УНР;
- 50 років з дня народження (1904 рік):
  - Белза Ігор Федорович, український музикознавець, композитор, історик культури, педагог;
  - Скоропадський Данило Павлович, український політичний і громадський діяч, син Гетьмана Павла Скоропадського; почесний голова Союзу Українців у Великій Британії (1949).
  - Джордж (Георгій Антонович) Гамов, американський фізик-теоретик українського походження (уродженець Одеси), автор теорії «великого вибуху», який привів до виникнення Всесвіту, і першої моделі генетичного коду.
  - Бажан Микола Платонович, український письменник, філософ, громадський діяч, перекладач;
- 25 років з дня народження (1929 рік):
- Мащенко Микола Павлович, український актор, сценарист, кінорежисер;
- Філарет (Михайло Антонович Денисенко), Третій предстоятель Української православної церкви Київського патріархату (УПЦ КП), Патріарх Київський і всієї Руси-України (1995—2018)[3];
- Муравченко Федір Михайлович, головний конструктор і керівник Запорізького машинобудівного конструкторського бюро «Прогрес», член-кореспондент НАН України;
- Мушкетик Юрій Михайлович, український письменник, Герой України («Гайдамаки», «Капля крови»).
- Зубченко Галина Олександрівна, українська художниця;
- Павличко Дмитро Васильович, український письменник, поет, перекладач, політик

#### Померли
- 900 років з часу смерті (1054 рік):
  - Ярослав Мудрий (близько 978-1054), державний діяч Київської Русі (великий князь київський).
- 875 років з часу смерті (1079 рік):
  - Анна Ярославна (Анна Київська), шоста королева Франції (1051—1060 рр.), донька князя Ярослава Мудрого і дочки короля Швеції Інгігерди, друга дружина французького короля Генріха I Капета.
- 800 років з часу смерті (1154 рік):
  - Ізяслав Мстиславич, київський князь;
- 275 років з часу смерті (1679 рік):
  - Остап (Євстафій) Гоголь, український військовий діяч доби Хмельниччини і Руїни, полковник Кальницького (1649, 1674), Подільського (1654—1661, 1663—1669, 1673—1675) та Брацлавського (1663—1665) полків, наказний гетьман Правобережної України (1675—1679);
- 250 років з часу смерті (1704 рік):
  - Іларіон Ярошевицький — український учений і поет.
- 200 років з часу смерті (1754 рік):
  - Сильвестр (Ляскоронський) — український церковний діяч, ректор Києво-Могилянської академії, архімандрит Братського монастиря, драматург.
- 175 років з часу смерті (1779 рік):
  - Кочубей Семен Васильович, Генеральний обозний за правління гетьмана Кирила Розумовського (1751—1764 рр.) та Другої Малоросійської колегії (з листопада 1764 до грудня 1779 рр.) під час Глухівського періоду в історії України, Ніжинський полковник (1746—1751 рр.), бунчуковий товариш, генерал-майор (1764 р.), таємний радник (1776).
  - Слюзикевич Василь, василіянин, професор філософії і богослів'я для василіянських богословів у Лаврові.
  - Кирило І Флоринський (1729—1779) — єпископ Севський і Брянський Відомства православного сповідання Російської імперії, архімандрит Новоторзького Борисоглібського монастиря на Московщині.
  - Лев (Шептицький) (1717—1779) — український церковний діяч, митрополит Київський, Галицький та всієї Руси УГКЦ.
- 50 років з часу смерті (1904 рік):
  - Старицький Михайло Петрович, український письменник, театральний і культурний діяч;
  - Скліфосовський Микола Васильович, український хірург; організатор медичного факультету при університеті в Одесі.
- 25 років з часу смерті (1929 рік):
  - Євген Чикаленко, український громадський діяч, благодійник, меценат, агроном, землевласник, видавець, публіцист.

## Події
- 7 січня — Зі складу Київської виокремлена Черкаська область.
- 19 лютого — Указом Президії Верховної Ради СРСР було затверджено спільні подання Президій Верховних Рад УРСР та РРФСР про передачу Кримської області до складу Української РСР.
- 12 травня — Українська РСР стала постійним членом ЮНЕСКО та Міжнародної організації праці.

## Особи

### Народились
- 6 лютого — Пшонка Віктор Павлович, український юрист, Генеральний прокурор України.
- 15 лютого — Бабак Віталій Павлович, ректор Національного авіаційного університету.
- 23 лютого — Ющенко Віктор Андрійович, український політик, прем'єр-міністр України (1999—2001 рр.), керівник Нацбанку України (1997—2000 рр.), Президент України (2005—2010 рр.)
- 24 березня — Сєров Олександр Миколайович, український естрадний співак.
- 17 квітня — Кузьмук Олександр Іванович, український державний діяч, генерал, міністр оборони України (1996—2001 рр.).
- 29 травня — Головатий Сергій Петрович, міністр юстиції України.
- 25 червня — Король Ярослава, українська художниця.
- 4 серпня — Кінах Анатолій Кирилович, український державний діяч.
- 6 серпня — Савчук Олександр Володимирович, народний депутат України, промисловець, доктор економічних наук.
- 7 серпня — Медведчук Віктор Володимирович, український політик, один з керівників СДПУ(О).
- 11 жовтня — Солодар Анатолій Михайлович, заслужений тренер України, тренер збірних команд України, Радянського Союзу та США зі спортивної акробатики.
- 14 жовтня — Кунцевич Микола Віталійович, Народний артист України

### Померли
- 26 січня — Надія Калістратівна Титаренко (нар. 1903 р.), українська актриса, заслужена артистка України, працювала у Першому театрі УРР ім. Шевченка, театрі «Березіль», Харківському театрі.

## Засновані, створені
1954 рік
- Лисичанський нафтопереробний завод.